# Walter de la Mare
Walter John de la Mare, född 25 april 1873 i Charlton, Greenwich, London, död 22 juni 1956 i Twickenham, London, var en brittisk lyriker, novellförfattare och romanförfattare, troligtvis mest känd för sina barnböcker.
De la Mare föddes i det dåvarande grevskapet Kent (närmare bestämt på 83 Maryon Road i Charlton - idag en del av London-stadsdelen Greenwich). Han kom från en släkt som härstammar från franska hugenotter och han fick sin utbildning vid St Paul's School. Hans första bok, Songs of Childhood, gav han ut under namnet Walter Ramal. Han arbetade i statistikavdelningen vid Standard Oils Londonkontor under arton år samtidigt som han kämpade för att hålla ihop sin familj och han hade svårt att få tid till att skriva, men 1908, genom sir Henry Newbolts försorg fick han en statlig pension vilket gjorde det möjligt för honom att kunna koncentrera sig på skrivandet.
Ett av de la Mares specialintressen var fantasin, och detta bidrog både till att hans ungdomsböcker blev populära men också att hans andra verk emellanåt togs på mindre allvar.
De la Mare skrev också några psykologiska skräckhistorier; "Seaton's Aunt" och "Out of the Deep" är notervärda exempel. Hans roman från 1921, Memoirs of a Midget, vann James Tait Black Memorial Prize.
De la Mare bodde på 15 Montpelier Row i Twickenham, nu en del av London Borough of Richmond upon Thames, från 1940 till sin död.

## Fantasin
De la Mare beskrev två distinkta "typer" av fantasi – kanske "aspekter" skulle vara en bättre term: den barnaktiga och den pojkaktiga.
De la Mare ansåg att alla barn har en barnaktig fantasi till att börja med, vilken vanligtvis ersätts vid någon punkt under deras liv. Under sin föreläsning, "Rupert Brooke and the Intellectual Imagination," framförde han åsikten att barn ". . . are not so closely confined and bound in by their groping senses. Facts to them are the liveliest of chameleons . . . They are contemplatives, solitaries, fakirs, who sink again and again out of the noise and fever of existence and into a waking vision." Hans biograf Doris Ross McCrosson summerade denna passage, "Children are, in short, visionaries." Denna visionära syn på livet kan ses som antingen vital kreativitet och naivitet, eller som ett avskärmande från verkligheten (eller, i begränsad utsträckning, både och).
Det ökande inträngandet av den externa världen i barnets sinne, skrämmer den barnaktiga fantasin, vilken "retires like a shocked snail into its shell." Från det och framåt tar den pojkaktiga fantasin över, den "intellektuella, analytiska typen."
Då man blivit vuxen (ansåg de la Mare), har den barnaktiga fantasin antingen dragit sig tillbaka för evigt eller växt sig stor nog att kunna hantera den verkliga världen. Dessa utgör de två extremerna av spektrumet av en vuxens sinne: ett sinne skapat som det pojkaktiga är "logiskt" och "deduktivt." Det som är skapat som det barnaktiga blir "intuitivt, induktivt." De la Mares summering av denna distinktion är, "The one knows that beauty is truth, the other reveals that truth is beauty." Ett annat sätt han uttrycker det på är att den visionära källan till lyrik finns inombords, medan den intellektuella källan kommer utifrån – extern – i "action, knowledge of things, and experience," som McCrosson framlägger det. De la Mare är snabb med att tillägga att detta inte gör den intellektuella lyriken mindre bra, men det klargör var hans egna preferenser ligger.

## Familj
Walter John de la Mares far var James Edward de la Mare, en tjänsteman vid bank of England, och Lucy Sophia Browning. Han hade två bröder Arthur Edward och James Herbert. Han gifte sig med Elfrida Ingpen och de fick 4 barn.

## Verk

### Romaner
- Henry Brocken (1904)
- The Three Mulla Mulgars (1910) — även utgiven med titeln The Three Royal Monkeys
- The Return (1910)
- Memoirs of a Midget (1921)
- At First Sight (1930)

### Novellsamlingar
- The Riddle and Other Stories (1923)
- Ding Dong Bell (1924)
- Broomsticks and Other Tales (1925)
- The Connoisseur and Other Stories (1926)
- On the Edge (1930)
- The Lord Fish (1930)
- The Walter de la Mare Omnibus (1933)
- The Wind Blows Over (1936)
- The Nap and Other Stories (1936)
- The Best Stories of Walter de la Mare (1942)
- A Beginning and Other Stories (1955)
- Eight Tales (1971)

### Lyriksamlingar
- Songs of Childhood (1902)
- The Listeners (1912)
- Peacock Pie (1913)
- The Marionettes (1918)
- O Lovely England (1952)

### Dramatik
- Crossings: A Fairy Play (1921)

### Fackböcker
- Some Women Novelists of the 'Seventies (1929)
- Desert Islands and Robinson Crusoe (1930)

### Antologier redaktör
- Come Hither (1923)
- Behold, This Dreamer! (1939)

## På svenska
- Tre kungliga apor (översättning Göran Heden, Bergh, 1958) (The three royal monkeys)
- [Novell] (översättning Sven Christer Swahn). I antologin Spökhistorier i mästarklass (Klassikerförlaget, 1994)

"Några dikter i K. Asplund-G. M. Silfverstolpe, Vers från väster, 1922; J. Edfelt, Nya tolkningar, 1945, samt i All världens lyrik, 1943." (Litteraturhandboken, 1983, s. 571)

## Priser och utmärkelser
- Carnegie Medal 1947 för Collected stories for children